# Proyección escalar

Si 0° ≤ θ ≤ 90°, como en este caso, la proyección escalar de a sobre b coincide con la longitud del vector proyección

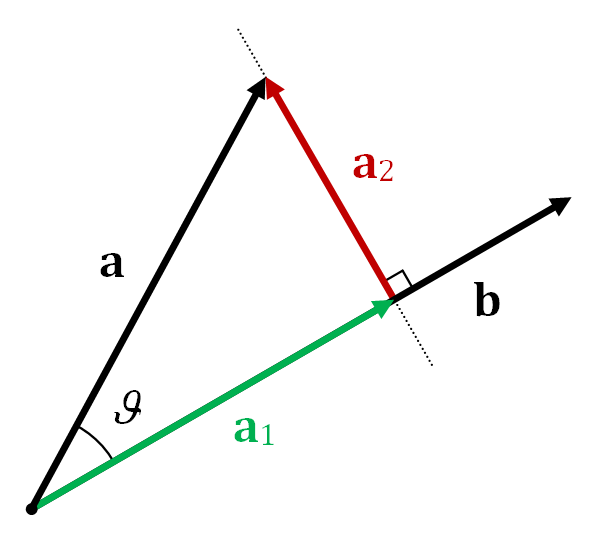
Proyección vectorial de a sobre b (a_{1}), y vector resto de a respecto a b (a_{2})

En matemáticas, la proyección escalar de un vector {\displaystyle \mathbf {a} } sobre (o respecto a) un vector {\displaystyle \mathbf {b} ,} también conocida como resolución escalar de {\displaystyle \mathbf {a} } en la dirección de {\displaystyle \mathbf {b} ,} viene dada por:
{\displaystyle s=\left\|\mathbf {a} \right\|\cos \theta =\mathbf {a} \cdot \mathbf {\hat {b}} ,}
donde el operador {\displaystyle \cdot } denota un producto escalar, {\displaystyle {\hat {\mathbf {b} }}} es el vector unitario en la dirección de {\displaystyle \mathbf {b} ,}, {\displaystyle \left\|\mathbf {a} \right\|} es la longitud de {\displaystyle \mathbf {a} ,} y {\displaystyle \theta } es el ángulo entre {\displaystyle \mathbf {a} } y {\displaystyle \mathbf {b} }.
El término componente escalar se refiere a veces a la proyección escalar, ya que, en coordenadas cartesianas, las componentes de un vector son las proyecciones escalares en las direcciones del sistema de coordenadas.
La proyección escalar, como su nombre indica, es un escalar, igual a la longitud de la proyección de {\displaystyle \mathbf {a} } sobre {\displaystyle \mathbf {b} }, con signo negativo si la proyección tiene dirección opuesta respecto a {\displaystyle \mathbf {b} }.
Multiplicar la proyección escalar de {\displaystyle \mathbf {a} } sobre {\displaystyle \mathbf {b} } por {\displaystyle \mathbf {\hat {b}} } la convierte en la proyección ortogonal mencionada anteriormente, también llamada proyección vectorial de {\displaystyle \mathbf {a} } sobre {\displaystyle \mathbf {b} }.

## Definición basada en el ánguloθ
Si se conoce el ángulo {\displaystyle \theta } entre {\displaystyle \mathbf {a} } y {\displaystyle \mathbf {b} }, la proyección escalar de {\displaystyle \mathbf {a} } sobre {\displaystyle \mathbf {b} } se puede calcular usando la expresión
{\displaystyle s=\left\|\mathbf {a} \right\|\cos \theta .} ({\displaystyle s=\left\|\mathbf {a} _{1}\right\|} en la figura)
La fórmula anterior se puede invertir para obtener el coseno del ángulo θ.

## Definición en términos de a y b
Cuando no se conoce {\displaystyle \theta }, el coseno de {\displaystyle \theta } se puede calcular en términos de {\displaystyle \mathbf {a} } y {\displaystyle \mathbf {b} ,} mediante la siguiente propiedad del producto escalar {\displaystyle \mathbf {a} \cdot \mathbf {b} }:
{\displaystyle {\frac {\mathbf {a} \cdot \mathbf {b} }{\left\|\mathbf {a} \right\|\left\|\mathbf {b} \right\|}}=\cos \theta }
Por esta propiedad, la definición de la proyección escalar {\displaystyle s} toma la forma siguiente:
{\displaystyle s=\left\|\mathbf {a} _{1}\right\|=\left\|\mathbf {a} \right\|\cos \theta =\left\|\mathbf {a} \right\|{\frac {\mathbf {a} \cdot \mathbf {b} }{\left\|\mathbf {a} \right\|\left\|\mathbf {b} \right\|}}={\frac {\mathbf {a} \cdot \mathbf {b} }{\left\|\mathbf {b} \right\|}}\,}

## Propiedades
La proyección escalar tiene signo negativo si {\displaystyle 90^{\circ }<\theta \leq 180^{\circ }}. Coincide con la longitud de la proyección vectorial correspondiente si el ángulo es menor que 90°. Más exactamente, si la proyección del vector se denota como {\displaystyle \mathbf {a} _{1}} y su longitud como {\displaystyle \left\|\mathbf {a} _{1}\right\|}, entonces:
{\displaystyle s=\left\|\mathbf {a} _{1}\right\|} si {\displaystyle (0^{\circ }\leq \theta \leq 90^{\circ }),}
{\displaystyle s=0} si {\displaystyle (\theta =90^{\circ }),} es decir, si los dos vectores son perpendiculares entre sí;
{\displaystyle s=-\left\|\mathbf {a} _{1}\right\|} si {\displaystyle (90^{\circ }<\theta \leq 180^{\circ }).}